# Valse beveiligingssoftware
Valse beveiligingssoftware (rogue security software in het Engels) is een vorm van malware. Gebruikers geloven dat ze een virus op hun computer hebben staan en zo wordt geprobeerd hen te laten betalen voor bepaalde software die het probleem zogezegd zal oplossen. Eigenlijk doen deze programma's niets of bevatten ze virussen.